# Sulhamstead Bannister Upper End
Sulhamstead Bannister Upper End är en by i civil parish Sulhamstead, i distriktet West Berkshire, i grevskapet Berkshire i England. Byn är belägen 9 km från Reading. Sulhamstead Bannister Upper End var en civil parish 1866–1934 när blev den en del av Sulhamstead. Civil parish hade 125 invånare år 1931.